# Охлопков, Леонид Иванович
Леонид Иванович Охлопков — советский военный политработник, генерал-майор танковых войск (18.02.1958).

## Биография
Родился в 1910 году в селе Карпово. Член КПСС с 1931 года.
С 1930 года — на военной служб, общественной и политической работе. В 1930—1970 гг. — на политической работе в Рабоче-Крестьянской Красной Армии, военком танкового полка 132-й танковой бригады, начальник политотдела 4-й гвардейской танковой бригады, начальник политотдела 5-го гвардейского механизированного корпуса, на политических должностях в Советской Армии.
Избирался депутатом Верховного Совета СССР 4-го созыва. Делегат XXI съезда КПСС.
Умер в 1978 году.